# Балинт, Эстер
Э́стер Ба́линт (англ. Eszter Balint, венг. Bálint Eszter; 1969 (по другим данным — 1966), Будапешт, Венгрия) — американская певица, композитор и актриса венгерского происхождения, известная ролью в полнометражном дебюте Джима Джармуша «Более странно, чем в раю» (1984).
Начала выступать в труппе «Сквот-Тиэтер» (Squat Theater). С 1990-х годов сконцентрировалась на музыке, в 1999 году выпустила свой первый альбом Flicker. Её музыкальный стиль испытал сильное влияние Джона Лури, с которым она снималась у Джармуша.

## Фильмография
| Год  |   | Русское название             | Оригинальное название  | Роль               |
| ---- | - | ---------------------------- | ---------------------- | ------------------ |
| 1984 | ф | Более странно, чем в раю     | Stranger that Paradise | Эва                |
| 1985 | ф | Полиция Майами: Отдел нравов | Miami Vice             | Дороти Бэйн        |
| 1989 | ф | Американские истории         | Histoires d'Amérique   |                    |
| 1990 | ф |                              | Bail Jumper            | Элайн              |
| 1991 | ф | История с ограблением        | The Linguini Incident  | Вивиан             |
| 1991 | ф | Тени и туман                 | Shadows and fog        | Женщина с ребёнком |
| 1996 | ф | Под сенью крон               | Trees Lounge           | Мари               |
| 2014 | ф | Луи                          | Louie                  | Амия               |
| 2019 | ф | Мёртвые не умирают           | The Dead Don’t Die     | Ферн               |

## Дискография
- Flicker (1999)
- Mud (2004)
- Airless Midnight (2015)